# Coupe de France 1975/76
Het seizoen 1975/76 was het 59e seizoen van de Coupe de France in het voetbal. Het toernooi werd georganiseerd door de Franse voetbalbond.
Dit seizoen namen er 1977 clubs deel (37 meer dan de record deelname uit het vorige seizoenen). De competitie ging in de zomer van 1975 van start en eindigde op 12 juni 1976 met de finale in het Parc des Princes in Parijs. De finale werd gespeeld tussen recordhouder Olympique Marseille (voor de twaalfde keer finalist) en Olympique Lyon (voor de zesde keer finalist). Olympique Marseille veroverde voor de negende keer de beker door Olympique Lyon met 2-0 te verslaan.
Als bekerwinnaar vertegenwoordigde Olympique Marseille Frankrijk in de Europacup II 1976/77.

## Uitslagen

### 1/32 finale
Voor de tweede keer nam er een club uit een van de Franse overzeese gebieden deel aan de landelijke eindronden. Deze keer viel de eer te beurt aan CS Saint-Denis uit Réunion. De wedstrijden werden op 31 januari en 1 februari gespeeld, behalve Auxerre-Montmorillon (op 8 februari) en Bèziers-Gazaléc (op 29 februari). De 20 clubs van de Division 1 kwamen in deze ronde voor het eerst in actie.
| Winnaar               | Uitslag      | Verliezer           |
| --------------------- | ------------ | ------------------- |
| Olympique Marseille   | 2-1          | Olympique Avignon   |
| Olympique Lyon        | 9-0          | SC Saint-Symphorien |
| AS Nancy              | 2-1          | FC Mulhouse         |
| FC Metz               | 5-2          | RC Strasbourg       |
| SCO Angers            | 4-2          | Tours FC            |
| Paris Saint-Germain   | 3-1          | AS Corbeil Essonnes |
| US Valenciennes-Anzin | 4-2          | FC Nantes           |
| SEC Bastia            | 1-0          | FC Annecy           |
| Stade Reims           | 0-0 ns (3-1) | RCFC Besançon       |
| Lille OSC             | 2-1          | USM Malakoff        |
| Stade Laval           | 3-2 nv       | FC Rouen            |
| US Dunkerque          | 2-0          | SM Caen             |
| AS Béziers            | 2-0          | Gazélec FCO Ajaccio |
| FC Sète               | 4-1          | FC Martigues        |
| FC Sochaux            | 1-0 nv       | AS Cannes           |
| OGC Nice              | 2-1          | EDS Montluçon       |

| Winnaar                    | Uitslag      | Verliezer                         |
| -------------------------- | ------------ | --------------------------------- |
| AJ Auxerre                 | 3-0          | UES Montmorillon                  |
| Stade Brest                | 2-2 ns (5-3) | Amiens SC                         |
| SR Haguenau                | 2-1          | Red Star Paris                    |
| Stade Rennes               | 6-0          | ES Juvisy                         |
| ECAC Chaumont              | 3-1          | CS Sedan-Mouzon                   |
| RC Lens                    | 2-2 ns (5-2) | AS Mutzig                         |
| Olympique Nîmes            | 1-0          | AS Monaco                         |
| AS Vauban                  | 5-0          | RC Épernay                        |
| SR Saint-Dié               | 3-1          | FC Fontainebleau-Bagneaux-Nemours |
| EA Guingamp                | 4-0          | CS Saint-Denis                    |
| US Toulouse                | 1-0 nv       | Limoges FC                        |
| Montpellier La Paillade SC | 2-2 ns (4-2) | Sporting Toulon                   |
| CS Thonon                  | 3-1          | US Montélimar                     |
| CS Meaux                   | 3-1          | Olympique Saint-Quentin           |
| Troyes Aube Football       | 2-0          | AS Saint-Étienne                  |
| Girondins Bordeaux         | 3-2 nv       | FC Lorient                        |

### 1/16 finale
De heenwedstrijden werden op 27 en 28 februari gespeeld, de terugwedstrijden op 5, 6 en 7 maart. De wedstrijden tussen AS Béziers en CS Thonon werden op 7 en 14 maart gespeeld.
 * = eerst thuis 
| Winnaar                 | Uitslag  | Verliezer       |
| ----------------------- | -------- | --------------- |
| Olympique Marseille     | 0-0, 2-1 | AJ Auxerre *    |
| Olympique Lyon          | 3-0, 1-2 | Stade Brest *   |
| AS Nancy                | 2-0, 3-0 | SR Haguenau *   |
| FC Metz                 | 2-0, 0-0 | Stade Rennes *  |
| SCO Angers              | 1-3, 4-0 | ECAC Chaumont * |
| Paris Saint-Germain     | 3-0, 1-1 | RC Lens *       |
| US Valenciennes-Anzin * | 3-0, 0-2 | Olympique Nîmes |
| SEC Bastia              | 2-2, 3-1 | AS Vauban *     |

| Winnaar        | Uitslag  | Verliezer                  |
| -------------- | -------- | -------------------------- |
| Stade Reims    | 3-0, 4-2 | SR Saint-Dié *             |
| Lille OSC      | 2-1, 4-0 | EA Guingamp *              |
| Stade Laval *  | 5-1, 0-0 | US Toulouse                |
| US Dunkerque * | 3-2, 2-1 | Montpellier La Paillade SC |
| AS Béziers     | 2-1, 1-1 | CS Thonon *                |
| FC Sète        | 3-0, 0-2 | CS Meaux *                 |
| FC Sochaux     | 1-1, 3-2 | Troyes Aube Football *     |
| OGC Nice *     | 1-0, 2-1 | Girondins Bordeaux         |

### 1/8 finale
De heenwedstrijden werden op 6 april gespeeld, de terugwedstrijden op 10 april.
 * = eerst thuis 
| Winnaar             | Uitslag  | Verliezer     |
| ------------------- | -------- | ------------- |
| Olympique Marseille | 1-1, 3-1 | Stade Reims * |
| Olympique Lyon      | 2-0, 4-0 | Lille OSC *   |
| AS Nancy            | 3-1, 1-1 | Stade Laval * |
| FC Metz *           | 4-1, 1-2 | US Dunkerque  |

| Winnaar                 | Uitslag  | Verliezer  |
| ----------------------- | -------- | ---------- |
| SCO Angers *            | 4-1, 2-0 | AS Béziers |
| Paris Saint-Germain *   | 3-0, 2-2 | FC Sète    |
| US Valenciennes-Anzin * | 4-0, 0-0 | FC Sochaux |
| SEC Bastia              | 2-2, 4-0 | OGC Nice * |

### Kwartfinale
De heenwedstrijden werden op 4 mei gespeeld, de terugwedstrijden op 7 mei. SEC Bastia speelde zijn thuiswedstrijd in Rennes.
 * = eerst thuis 
| Winnaar             | Uitslag     | Verliezer             |
| ------------------- | ----------- | --------------------- |
| Olympique Marseille | 0-1, 2-0    | SCO Angers *          |
| Olympique Lyon      | 1-1, 2-0    | Paris Saint-Germain * |
| AS Nancy *          | 2-0, 1-2 nv | US Valenciennes-Anzin |
| FC Metz             | 1-0, 0-0    | SEC Bastia *          |

### Halve finale
De wedstrijden werden op 29 mei gespeeld.
| Winnaar             | Uitslag | Verliezer |
| ------------------- | ------- | --------- |
| Olympique Marseille | 4-1     | AS Nancy  |
| Olympique Lyon      | 2-0     | FC Metz   |

### Finale
|              |                                    |       |                |                                                                            |
| 12 juni 1976 | Olympique Marseille                | 2 – 0 | Olympique Lyon | Parc des Princes, Parijs Toeschouwers: 45.661 Scheidsrechter: Robert Wurtz |
| 12 juni 1976 | Raoul Noguès 67' Sarr Boubacar 84' |       |                | Parc des Princes, Parijs Toeschouwers: 45.661 Scheidsrechter: Robert Wurtz |

1917/18 · 1918/19 · 1919/20 · 1920/21 · 1921/22 · 1922/23 · 1923/24 · 1924/25 · 1925/26 · 1926/27 · 1927/28 · 1928/29 · 1929/30 · 1930/31 · 1931/32 · 1932/33 · 1933/34 · 1934/35 · 1935/36 · 1936/37 · 1937/38 · 1938/39 · 1939/40 · 1940/41 · 1941/42 · 1942/43 · 1943/44 · 1944/45 · 1945/46 · 1946/47 · 1947/48 · 1948/49 · 1949/50 · 1950/51 · 1951/52 · 1952/53 · 1953/54 · 1954/55 · 1955/56 · 1956/57 · 1957/58 · 1958/59 · 1959/60 · 1960/61 · 1961/62 · 1962/63 · 1963/64 · 1964/65 · 1965/66 · 1966/67 · 1967/68 · 1968/69 · 1969/70 · 1970/71 · 1971/72 · 1972/73 · 1973/74 · 1974/75 · 1975/76 · 1976/77 · 1977/78 · 1978/79 · 1979/80 · 1980/81 · 1981/82 · 1982/83 · 1983/84 · 1984/85 · 1985/86 · 1986/87 · 1987/88 · 1988/89 · 1989/90 · 1990/91 · 1991/92 · 1992/93 · 1993/94 · 1994/95 · 1995/96 · 1996/97 · 1997/98 · 1998/99 · 1999/00 · 2000/01 · 2001/02 · 2002/03 · 2003/04 · 2004/05 · 2005/06 · 2006/07 · 2007/08 · 2008/09 · 2009/10 · 2010/11 · 2011/12 · 2012/13 · 2013/14 · 2014/15 · 2015/16 · 2016/17 · 2017/18 · 2018/19 · 2019/20 · 2020/21 · 
2021/22 · 2022/23 · 2023/24 · 2024/25 ·